# Pinacoteca Luigi Schingo
La pinacoteca "Luigi Schingo" di San Severo, istituita il 3 aprile 2006 in una sala di Palazzo San Francesco, comprende trentasette opere tra dipinti, sculture, studi e disegni del maestro sanseverese pervenuti al Museo civico grazie a donazioni private.
Le opere pittoriche sono raggruppate in sei pannelli per temi, quelli che Schingo ha maggiormente affrontato durante la sua carriera artistica: i paesaggi, i ritratti, la vita quotidiana. Una serie di disegni, esposti accanto ai dipinti, testimonia come per l'artista, anche scultore e architetto, avesse molta importanza la fase preparatoria delle opere.
Aria, luce, piano, monti e mare sono i cinque elementi che caratterizzano la pittura schinghiana, punti di riferimento e forti sensazioni che l'artista prova di fronte alle componenti della quotidianità, sensazioni che diventano più saldamente consapevoli durante gli anni di formazione presso l'Accademia di Belle Arti di Napoli, dove importanti maestri, tra i quali Palizzi e Morelli, lo incoraggiarono al lavoro dal vero.
Schingo riprende proprio la pittura en plein air impressionista per rappresentare la natura. È una natura non più semplicemente luogo fisico e di rappresentazione, ma anche luogo dell'anima. Nelle numerose rappresentazioni del Gargano e del suo mare, infatti, l'artista comunica tutta la devozione verso la sua terra. Un punto focale di questa esperienza è l'olio che raffigura il lago di Varano, Costiera garganica, uno dei trentasette lavori esposti nella pinacoteca.
Le altre opere testimoniano la facilità di Schingo di creare immagini con ogni tipo di tecnica (olio, acquerello, pastello e tempera). Dai pastelli nascono soprattutto i ritratti, scevri della pura trascrizione fisionomica, in cui il colore prende nettamente il sopravvento caratterizzandosi come anima pulsante del soggetto rappresentato. Le scene di vita quotidiana, invece, ripercorrono le tradizioni e i costumi della Capitanata, in particolare la vendemmia, la transumanza, le processioni, la vita in campagna e nei paesi: sono lavori caratterizzati da un forte impatto cromatico, che rende alla composizione vivacità e movimento.
Le nature morte, infine, superano il loro precipuo significato rappresentativo e quasi sublimano la ricerca pittorica in qualcosa che va ben oltre l'esercitazione tecnica: Composizione di fiori e Uva bianca, anche se prodotti in diversi momenti della carriera del maestro, cercano di essere un piccolo simbolo del bello ideale. Schingo nobilita tutti questi dipinti mediante il colore che, ora deciso ora tenue, è sempre un incanto per gli occhi.
La pinacoteca conserva anche tre teste scolpite in gesso, testimonianza dell'abilità dell'artista-creatore. La materia diventa vita, l'anatomia è perfettamente riprodotta e da questa emerge decisa la psicologia del personaggio. Lo studio in gesso Elvira Schingo ne è l'esempio migliore: la scultura è animata dalla sofferenza catturata sul volto della donna, sentimento elevato allo stesso grado della manipolazione materica; il gesso è lavorato con decisione creando netti passaggi chiaroscurali che conferiscono movimento alla composizione senza che per questo venga meno la dolcezza di un viso quasi rassegnato e dall'esemplare profondità psicologica.